# Shirley - In corsa per la Casa Bianca
Shirley - In corsa per la Casa Bianca (Shirley) è un film del 2024 scritto e diretto da John Ridley.
La pellicola è incentrata sulla figura di Shirley Chisholm, la prima donna afroamericana a venire eletta al Congresso degli Stati Uniti, durante la sua candidatura alle presidenziali del 1972.

## Trama
Shirley Chisholm, la prima donna afroamericana eletta al Congresso degli Stati Uniti nel 1968, decide di lanciarsi nella corsa presidenziale, sfidando non solo il razzismo istituzionalizzato ma anche il sessismo che permeava il panorama politico dell’epoca. Nonostante il poco supporto ufficiale, riesca a galvanizzare una base di sostenitori composta in gran parte da persone di colore e giovani studenti universitari. Durante la campagna, affronta con dignità e fermezza le difficoltà politiche e personali, tra cui le tensioni all’interno del suo stesso staff e la lotta contro la disillusione di molti dei suoi sostenitori.

## Produzione
Nel febbraio 2021 è stato annunciato che Regina King avrebbe prodotto e interpretato un film su Shirley Chisholm per la regia di John Ridley. Nel dicembre dello stesso anno Lance Reddick, Lucas Hedges, André Holland e Terrence Howard si sono uniti al cast.

## Promozione
Il primo teaser trailer del film è stato diffuso il 9 gennaio 2024, mentre il primo trailer esteso è stato pubblicato il 19 febbraio seguente.

## Distribuzione
Inizialmente prevista per il 2023, la distribuzione del film sulla piattaforma Netflix è stata posticipata al 22 marzo 2024.